# Confetti's
Confetti's fue una banda belga New Beat de los 80's. Sus creadores fueron Serge Ramaekers y Dominique Sas, a veces acreditado como el Maxx (no el mismo que Maxx, un proyecto alemán de corta duración de mediados de los 90).
En el escenario Confetti's fue liderada por el cantante Peter Renkens y las bailarinas Marleen, Tania, Hilde y Daniella. La banda se convirtió en uno de los primeros en conquistar la música comercial como un acto New Beat.
Su período de mayor éxito fue 1988-1989, con éxitos internacionales como "The Sound Of C" y "C en China". Otros lanzamientos fueron "Keep Smiling", "C Countdown", "C Día Live" y "Estrellas que circundan". Un año después de lanzar su último sencillo "Put 'M Up" en 1990, Confetti's se retiró de la atención pública. En 2010, la banda volvió para una serie de giras, con Renkens y un nuevo conjunto de bailarinas que interpretaron las canciones.

## "The Sound Of C"
La C en su primer lanzamiento "The Sound Of C" representa al club belga Confetti's en Brasschaat, cerca de Amberes. Serge Ramaekers y Dominique Sas estaban trabajando en una campaña de marketing para ganar más publicidad para el club. Uno de los camareros en Confetti's (Peter Renkens) se convirtió en el rostro de la campaña de marketing, que incluía el sencillo "The Sound Of C".
Para grabar un video musical se llevó a la banda en la principal calle comercial de Amberes Meir y allí interpretó "The Sound Of C" en frente de cientos de ciudadanos que pasaban. Debido al éxito de su primer sencillo, se creó un espectáculo en vivo y Confetti's viajó alrededor del mundo para promover la música New Beat. En el escenario el Peter , cantante siempre llevaba un uniforme de capitán. El código de vestimenta para New Beat era ropa de color negro y blanco combinados con accesorios infantiles. En 1989 lanzaron su único álbum "92 ... Our First Album ".

## Lista de canciones de "92 ... Our First Album "
1. C in China
2. No
3. C Countdown
4. 92
5. C Day Live
6. The House of C
7. Keep Smiling
8. Basic Theme
9. The sound of C (versión sencillo)
10. C Sample Mix
11. C in China (acid)
12. Medley Mix

## Sencillos
- 1988: The Sound Of C
- 1988: C In China
- 1989: C Day
- 1989: Keep Smiling
- 1989: Circling Star
- 1990: Megamix
- 1990: Put 'm Up (Your Hands)